# 白狼山
白狼山，一名白鹿山。又称白狼堆。即今辽宁省建昌县城东5公里西南。
白狼山总面积93平方公里，主峰高1140.2米，白狼山为辽宁省级天然森林资源保护区，现为国家级自然保护区。东汉建安十二年（207年），發生白狼山之戰，曹操大败袁熙和乌桓联军于白狼山，俘虏降卒二十余万口。